# Landscape (musikgrupp)
Landscape var en brittisk synthpop-grupp bildad 1974. Gruppen hade två hits 1981, "Einstein A Go-Go" som låg 13 veckor på UK Singles Chart med en femteplats som högstaplacering  och "Norman Bates".
Richard James Burgess är musikprogrammerare och skivproducent, och producerade Spandau Ballets två första album medan han var aktiv i Landscape.

## Diskografi
Studioalbum
- 1979 – Landscape
- 1981 – From the Tea-rooms of Mars .... (#13 på UK Albums Chart)
- 1982 – Manhattan Boogie-Woogie

Eps
- U2XME1X2MUCH (1977)
- Workers Playtime (1978)

Singlar
- Japan (1979)
- Sonja Henie (1979)
- European Man (1980)
- Einstein A Go-Go (1981) (#5 på UK Singles Chart)
- Norman Bates (1981) (UK #40)
- European Man (återutgivning) (1981)
- It's Not My Real Name (1982)
- Eastern Girls (1982)
- So Good, So Pure, So Kind (som Landscape III) (1983)
- You Know How to Hurt Me (som Landscape III) (1983)